# Філіппов Михайло Михайлович
Миха́йло Миха́йлович Філі́ппов (рос. Михаи́л Миха́йлович Фили́ппов, нар. 30 червня (12 липня) 1858, Осокине, Звенигородський повіт, Київська губернія — пом. 12 червня 1903, Санкт-Петербург) — російський письменник, філософ, журналіст, фізик, хімік, історик, економіст і математик, популяризатор науки й енциклопедист українського походження. Засновник, видавець і редактор журналу «Научное обозрение». Член Санкт-Петербурзького математичного товариства.

## Біографія
Михайло Філіппов народився в селі Осокине (нині Вікнине Звенигородського району Черкаської області) в сім'ї юриста й письменника М. А. Філіппова. Маєток належав його дідові по матері Лаврентію Васильківському, родовід якого вівся від гетьмана Богдана Хмельницького.
Підлітком Михайло вивчив французьку, німецьку та англійську мови, а готуючись до вступу в університет, вивчив латинську та грецьку мови. Закінчив Першу київську гімназію. У 1877—1878 роках навчався на фізико-математичному факультеті Новоросійського університету в Одесі (відрахований за несплату). У 1878—1880 роках навчався на природничому відділенні фізико-математичного факультету Петербурзького університету (зі звільненням від внесення плати). У 1881—1882 роках знову в Новоросійському університеті, але знову відрахований за несплату. У 1883—1884 роках відновлений на третьому курсі фізико-математичного факультету Петербурзького університету (не закінчив через хворобу). У 1890—1892 роках слухав лекції у Франції та Німеччині. У 1892 році здобув ступінь доктора «натуральної філософії» в Гайдельберзькому університеті (тема дисертації — «Інваріанти лінійних однорідних диференціальних рівнянь»). Стажувався у Бертло та Маєра.

### Літературна діяльність
1889 року Філіпов написав і видав історичний роман «Обложений Севастополь», відзначений співчутливим відгуком севастопольського ветерана Лева Толстого:
«Роман дає абсолютно ясне і повне уявлення не тільки про Севастопольську облогу, а й про всю війну і причини її».
У співавторстві з хорватським істориком Марко Дошеном, який мешкав у Петербурзі, Філіппов 1890 року написав і видав книжку «Хорвати і боротьба їхня з Австрією» (хорв. «Hrvati i njihova borba s Austrijom»). Книга вийшла під псевдонімом «М. Д. Білайградський».
Михайло Філіппов — автор і редактор тритомного «Енциклопедичного словника» (СПб., 1901 р., видавництво П. П. Сойкіна). Виступав перекладачем праць Дарвіна та інших зарубіжних науковців російською мовою, а також праць Менделєєва французькою; був автором-біографом у серії ЖЧЛ.

### Наукова діяльність

#### Філософія
Філіппов став автором першої в Російській імперії рецензії на 2-й том «Капіталу». У 1895—1897 рр. Філіппов видав працю «Філософія дійсності», де з матеріалістичних позицій оцінив основні етапи розвитку європейської філософії. У нарисах «Долі російської філософії» (опубліковані 1898 року в журналі Русское богатство) Філіппов виокремив дві тенденції в історії російської думки, що були пов'язані зі впливом англійського емпіризму й німецького ідеалізму.
Філіппов дотримувався лівих, марксистських поглядів, тому перебував під поліцейським наглядом в 1901 році, засилався до Терійокі (1901—1902 рр.). Різко критично оцінював релігійно-філософський напрям Володимира Соловйова. У 1903 р. у статті «Новий ідеалізм» піддав критиці збірку «Проблеми ідеалізму» та її авторів (М. О. Бердяєва, С. М. Булгакова, Є. М. Трубецького).

#### Фізика
Займався дослідженнями міліметрових електромагнітних хвиль і експериментами з передачі енергії вибуху на відстань (гіпотетичний промінь Філіппова). Є лист науковця до редакції газети «Санкт-Петербургские ведомости», написаний напередодні загибелі:
|  | В ранній юності я прочитав у Бокля, що винахід пороху зробив війни менш кровопролитними. Відтоді мене переслідувала думка про можливість такого винаходу, який зробив би війни майже неможливими. Як це не дивно, але днями мною зроблено відкриття, практична розробка якого фактично скасує війну. Йдеться про винайдений мною спосіб електричної передачі на відстань хвилі вибуху, причому, судячи із застосованого методу, передача ця можлива і на відстань тисяч кілометрів, тож, зробивши вибух у Петербурзі, можна буде передати його дію в Константинополь. Спосіб дивовижно простий і дешевий. Але при такому веденні війни на відстанях, мною зазначених, війна фактично стає божевіллям і має бути скасована. Подробиці я опублікую восени в мемуарах Академії наук. Досліди сповільнюються надзвичайною небезпекою застосовуваних речовин, почасти вельми вибухових, як трихлористий азот, почасти вкрай отруйних |

Філіппов був засновником, видавцем і редактором журналу «Научное обозрение» (який з його смертю закрився). Автор 300 наукових праць. Заявлене наукове відкриття «промінь Філіппова» лягло в основу сюжету п'єси Ф. Фальковського «Чудові промені» (1907) та фільму «Полювання на диявола».

### Смерть
Помер за нез'ясованих обставин у Петербурзі: 12 червня 1903 року Філіппова знайшли мертвим у його власній домашній лабораторії на 5 поверсі будинку на вул. Жуковського, 37 (належав удові Салтикова-Щедріна, Єлизаветі). Офіційна версія — апоплексичний удар. У ВРЕ написано: «Трагічно загинув у своїй лабораторії під час дослідів із вибуховими речовинами».
Документи та прилади Філіппова були вилучені та вважаються втраченими.
Похований 25 червня на Літераторських містках.

## Сім'я
Син — Борис (1903—1991), радянський театральний діяч, директор Центрального будинку працівників мистецтв та Центрального будинку літераторів.

## Твори
- Паскаль, його життя і науково-філософська діяльність. — СПб., 1891. — 78 с. — (Життя чудових людей. Біографічна бібліотека Ф. Павленкова)
- Леонардо да Вінчі як художник, учений і філософ: Біографічний нарис. — СПб., 1892. — 88 с. — (Життя чудових людей. Біографічна бібліотека Ф. Павленкова).
- Лейбніц, його життя і діяльність: громадська, наукова і філософська. / З портр. Лейбніца, грав. у Лейпцигу Геданом. — СПб., 1893. — 96 с., 1 арк. фронт. (портр.) — (Життя чудових людей. Біографічна бібліотека Ф. Павленкова).
- Філіппов М. М. Етюди минулого: Вибрані нариси, наукові праці, художня проза, літературно-критичні статті. — М. : Видавництво АН СРСР, 1963.
- Філіппов М. М. Обложений Севастополь. — М. : Современник, 1996. — 542 с. — (Історія Вітчизни в романах для дітей)
- Філіппов М. М. Історія філософії з прадавніх часів. — С.-Петербург, 1911. — 321 с. — Издание Книгопродавца К. Н. Губинскаго